# هاميش أنتوني
هاميش أنتوني (16 يناير 1971 - ) (بالإنجليزية: Hamish Anthony)‏ هو لاعب كريكت أمريكي. شارك في دورة ألعاب الكومنولث 1998. وشارك مع منتخب الهند الغربية للكريكت ومنتخب جزر العذراء الامريكية للكريكت ‏. أما مع النوادي، فقد لعب مع نادي مقاطعة غلاموركن للكريكت ‏ وLeeward Islands cricket team ‏ ونادي مارليبون للكريكت ‏.

## وصلات خارجية
- هاميش أنتوني على موقع إي آس بي آن كريك إنفو (الإنجليزية)